# Campionatul Mondial de Atletism din 2023 - 3.000 m obstacole (feminin)
Proba feminină de 3.000 m obstacole de la Campionatul Mondial de Atletism din 2023 a avut loc în perioada 23-27 august 2023 pe Centrul Național de Atletism din Budapesta, Ungaria.

## Program
Ora este ora Ungariei (UTC+1)
| Dată      | Oră   | Etapă      |
| --------- | ----- | ---------- |
| 23 august | 19:45 | Calificări |
| 27 august | 21:10 | Finala     |

## Rezultate

### Calificări
S-au calificat direct în finală primele 5 atlete din fiecare serie (C) împreună cu alte 5 atlete.
| Loc | Serie | Nume                    | Țară                       | Timp     | Note  |
| --- | ----- | ----------------------- | -------------------------- | -------- | ----- |
| 1   | 3     | Jackline Chepkoech      | Kenya                      | 9:16,41  | C     |
| 2   | 3     | Zerfe Wondemagegn       | Etiopia                    | 9:16,97  | C     |
| 3   | 3     | Luiza Gega              | Albania                    | 9:17,71  | C     |
| 4   | 1     | Winfred Mutile Yavi     | Bahrain                    | 9:19,18  | C     |
| 5   | 1     | Beatrice Chepkoech      | Kenya                      | 9:19,22  | C     |
| 6   | 2     | Faith Cherotich         | Kenya                      | 9:19,55  | C     |
| 7   | 2     | Sembo Almayew           | Etiopia                    | 9:19,60  | C     |
| 8   | 2     | Peruth Chemutai         | Uganda                     | 9:20,03  | C     |
| 9   | 1     | Lomi Muleta             | Etiopia                    | 9:20,13  | C     |
| 10  | 3     | Alice Finot             | Franța                     | 9:20,27  | C     |
| 11  | 1     | Courtney Wayment        | Statele Unite ale Americii | 9:20,60  | C     |
| 12  | 2     | Maruša Mišmaš-Zrimšek   | Slovenia                   | 9:21,79  | C     |
| 13  | 1     | Marwa Bouzayani         | Tunisia                    | 9:23,07  | C     |
| 14  | 1     | Alicja Konieczek        | Polonia                    | 9:23,45  | PB    |
| 15  | 3     | Olivia Gürth            | Germania                   | 9:24,28  | C, PB |
| 16  | 2     | Parul Chaudhary         | India                      | 9:24,29  | C, PB |
| 17  | 1     | Aimee Pratt             | Marea Britanie             | 9:26,37  |       |
| 18  | 1     | Regan Yee               | Canada                     | 9:26,39  |       |
| 19  | 2     | Ceili McCabe            | Canada                     | 9:29,30  |       |
| 20  | 2     | Cara Feain-Ryan         | Australia                  | 9:29,60  | PB    |
| 21  | 3     | Greta Karinauskaitė     | Lituania                   | 9:30,28  |       |
| 22  | 3     | Kristlin Gear           | Statele Unite ale Americii | 9:30,61  |       |
| 23  | 3     | Amy Cashin              | Australia                  | 9:31,07  | PB    |
| 24  | 1     | Marta Serrano           | Spania                     | 9:31,82  |       |
| 25  | 3     | Irene Sánchez-Escribano | Spania                     | 9:31,97  |       |
| 26  | 2     | Carolina Robles         | Spania                     | 9:34,41  |       |
| 27  | 2     | Flavie Renouard         | Franța                     | 9:39,91  |       |
| 28  | 2     | Emma Coburn             | Statele Unite ale Americii | 9:41,52  |       |
| 29  | 2     | Aneta Konieczek         | Polonia                    | 9:45,61  |       |
| 30  | 2     | Daisy Jepkemei          | Kazahstan                  | 9:46,23  |       |
| 31  | 1     | Tuğba Güvenç            | Turcia                     | 9:50,96  |       |
| 32  | 1     | Brielle Erbacher        | Australia                  | 9:57,11  |       |
| 33  | 1     | Nataliya Strebkova      | Ucraina                    | 10:02,20 |       |
| 34  | 3     | Juliane Hvid            | Danemarca                  | 10:09,41 |       |
| 35  | 3     | Tatiane Raquel da Silva | Brazilia                   | 10:19,80 |       |

### Finala
Finala s-a desfășurat pe 27 august la 21:05.
| Loc | Sportiv               | Țară                       | Timp    | Note |
| --- | --------------------- | -------------------------- | ------- | ---- |
| 1   | Winfred Mutile Yavi   | Bahrain                    | 8:54,29 |      |
| 2   | Beatrice Chepkoech    | Kenya                      | 8:58,98 | SB   |
| 3   | Faith Cherotich       | Kenya                      | 9:00,69 | PB   |
| 4   | Zerfe Wondemagegn     | Etiopia                    | 9:05,51 |      |
| 5   | Alice Finot           | Franța                     | 9:06,15 | RN   |
| 6   | Maruša Mišmaš-Zrimšek | Slovenia                   | 9:06,37 | RN   |
| 7   | Peruth Chemutai       | Uganda                     | 9:10,26 | PB   |
| 8   | Luiza Gega            | Albania                    | 9:10,27 | SB   |
| 9   | Jackline Chepkoech    | Kenya                      | 9:14,72 |      |
| 10  | Marwa Bouzayani       | Tunisia                    | 9:15,07 |      |
| 11  | Parul Chaudhary       | India                      | 9:15,31 | RN   |
| 12  | Lomi Muleta           | Etiopia                    | 9:15,36 |      |
| 13  | Sembo Almayew         | Etiopia                    | 9:18,25 |      |
| 14  | Olivia Gürth          | Germania                   | 9:20,08 | PB   |
| 15  | Courtney Wayment      | Statele Unite ale Americii | 9:25,90 |      |